# Canadian Light Rail Vehicle
Canadian Light Rail Vehicle (CLRV) je typ čtyřnápravové jednosměrné tramvaje, vyráběné firmou UTDC (dnes Bombardier) pro společnost Toronto Transit Commission (TTC; angl. Torontská dopravní komise) v letech 1977–1981. Byl od ní odvozen i dvoučlánkový šestinápravový jednosměrný vůz ALRV.

## Historické pozadí
Na přelomu 70. a 80. let 20. století se flotila tramvají PCC torontského dopravního podniku přiblížila konci své životnosti, nebo ho v řadě případů již překročila. Skupina „Streetcars for Toronto“ (angl. „Tramvaje pro Toronto“), vedená za podpory mnoha obyvatel Toronta zastáncem městské hromadné dopravy Stevem Munroem, bojovala proti plánu TTC nahradit všechny stávající tramvajové linky autobusy. To si vyžádalo potřebu nového typu tramvaje, který by nahradil zastaralé vozy PCC. CLRV (Canadian Light Rail Vehicle; angl. Kanadské lehkodrážní vozidlo) byl pokusem o nový, standardizovaný typ tramvaje, který měl být určen nejen pro Toronto, ale i pro další kanadské provozovatele tramvají. O stejný pokus se v USA už pokusila americká firma Boeing Vertol se svými dvoučlánkovými tramvajemi US SLRV (US Standard Light Rail Vehicle; angl. Americké standardizované lehkodrážní vozidlo) pro bostonskou Massachusetts Bay Transport Authority a San Francisco Municipal Railway. V roce 1972 navrhla TTC své částečně nízkopodlažní vozidlo, označené jako Municipal Service Car (angl. Vozidlo městské dráhy), firma Hawker Siddeley Canada. Tento koncept byl opuštěn již následujícího roku, aniž by byl vyroben prototyp; zůstalo tak pouze u výkresů, neboť TTC si zvolila typ CLRV.
Původní objednávka čítala 200 kusů CLRV, z nichž prvních deset měla vyrobit švýcarská firma SIG a zbylých 190 Hawker Siddeley. Počet prototypových tramvají SIG byl však zredukován o čtyři kusy, takže celkově se jednalo o 196 vozidel. Snížením počtu CLRV byly zajištěny díly pro výrobu prototypu článkové tramvaje ALRV č. 4900. To také způsobilo mezeru v číselné řadě vozidel CLRV – SIG vyrobila pouze 6 vozů, jež nesly ev. č. 4000–4005, zatímco původně plánované vozy č. 4006–4009 nebyly nikdy vyrobeny. Tramvaje firmy Hawker Siddeley pak nesly řadu ev. č. 4010–4199. Vůz CLRV č. 4000 měl během testování firmou SIG na orbe-chavornayské dráze ve Švýcarsku pantograf, jenž byl před dodáním do Toronta vyměněn za tyčový sběrač. Prvních šest švýcarských vozů posloužilo společnosti Urban Transportation Development Corporation (UTDC) jako prototypy k výrobě dalších tramvají tohoto typu v závodech Hawker Siddeley Canada v Thunder Bay.

## Konstrukce
Konstrukce vozu CLRV vycházela z amerických tramvají koncepce PCC ze 30. let 20. století, mají proto podobné uspořádání interiéru a dvě zelená světla na předním čele nad transparentem. Vůz byl ovládán pedály. Podobně jako u PCC bylo ve voze na stanovišti řidiče tlačítko „mrtvého muže“, které sloužilo jako parkovací brzda, když vozidlo nebylo v pohybu. Tramvaje CLRV byly dodány původně se spřáhly, neboť se počítalo s provozem ve spřažených dvouvozových soupravách. Z toho nakonec sešlo a mezi lety 1984 a 1988 byla spřáhla demontována a výřezy pro ně na předním čele nahradily kryty. Z výroby bylo také počítáno se zabudováním klimatizace vozu, tramvaje tak měly pouze pevná okna bez otevíratelných částí. Vzhledem k tomu, že k tomu nakonec nedošlo, byla na všech CLRV okna vyměněna za nová s dolní posunovací částí. Některá z nich byla stále neotevíratelná, protože sloužila jako nouzové východy.
Elektrická výzbroj byla oproti tramvajím PCC modernější, protože využívala pulsní měnič namísto zrychlovače. Z výroby byly vybaveny klasickými zvonky, což byla jejich jediná zvuková výstraha. Na konci 90. let byla většina vozů dovybavena klaksony. Ovládání některých částí vozu (např. dveří, stěračů, odpružení vozu, brzd nebo kolejové brusky, která byla využívána v zimním období) bylo řešeno jako elektropneumatické. Pod podlahou vozu se nacházel kompresor, od kterého procházely podvozkem trubky a hadice k pneumaticky ovládaným částem. Dveře byly čtyřkřídlé skládací a otevíraly se směrem ven.

## Dodávky
V letech 1977–1981 bylo vyrobeno celkem 196 vozů tohoto typu.
| Současný stát | Město   | Článek | Výrobce | Typ  | Roky dodávek | Počet vozů | Evidenční čísla při dodání | Poznámky                  | Zdroj |
| ------------- | ------- | ------ | ------- | ---- | ------------ | ---------- | -------------------------- | ------------------------- | ----- |
| Kanada        | Toronto | článek | SIG     | CLRV | 1977–1978    | 6          | 4000–4005                  | čísla 4006–4009 vynechána | [ 1 ] |
| Kanada        | Toronto | článek | UTDC    | CLRV | 1978–1981    | 190        | 4010–4199                  |                           | [ 1 ] |

## Provoz

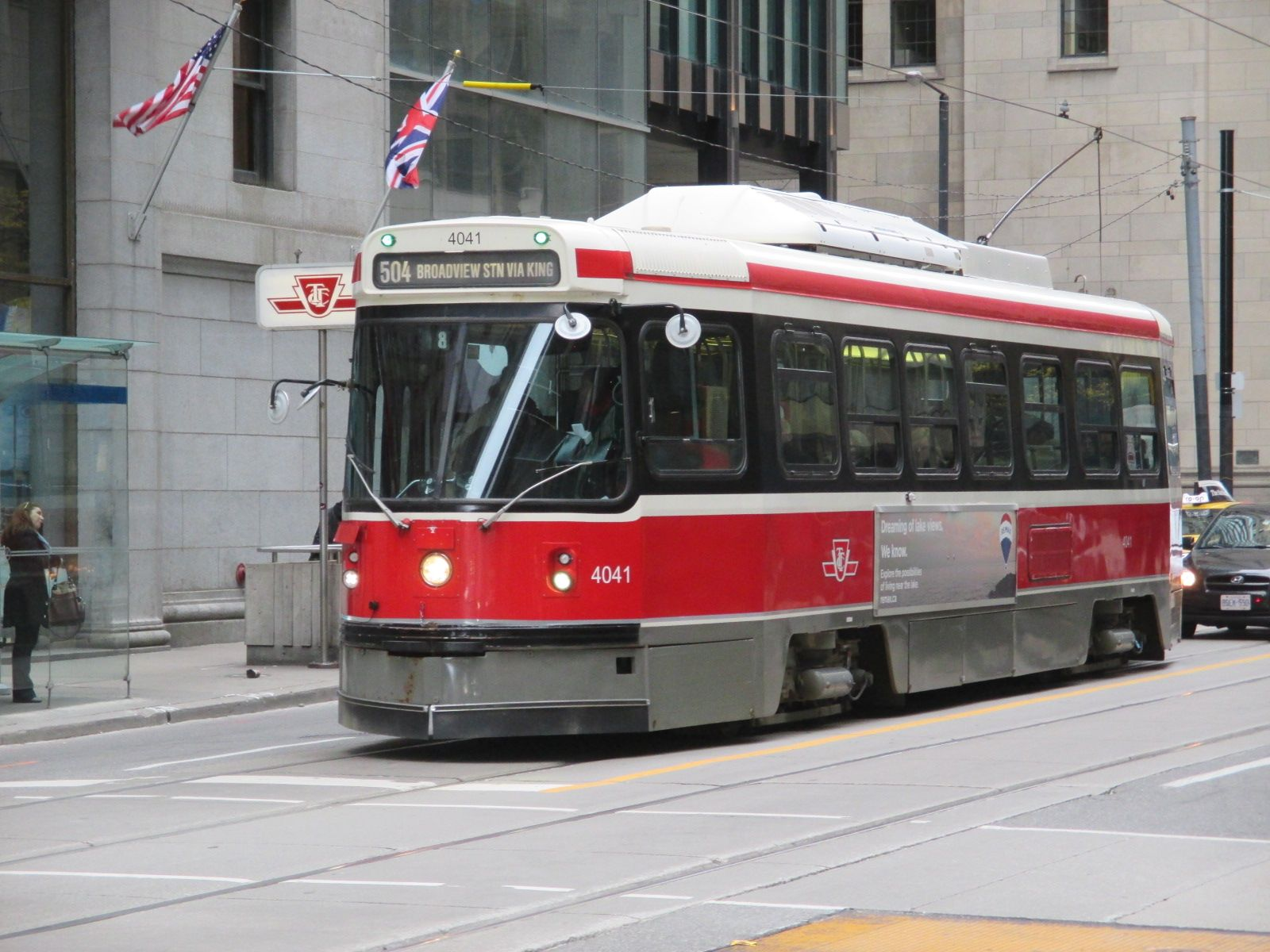
CLRV č. 4041 s klimatizační jednotkou na střeše

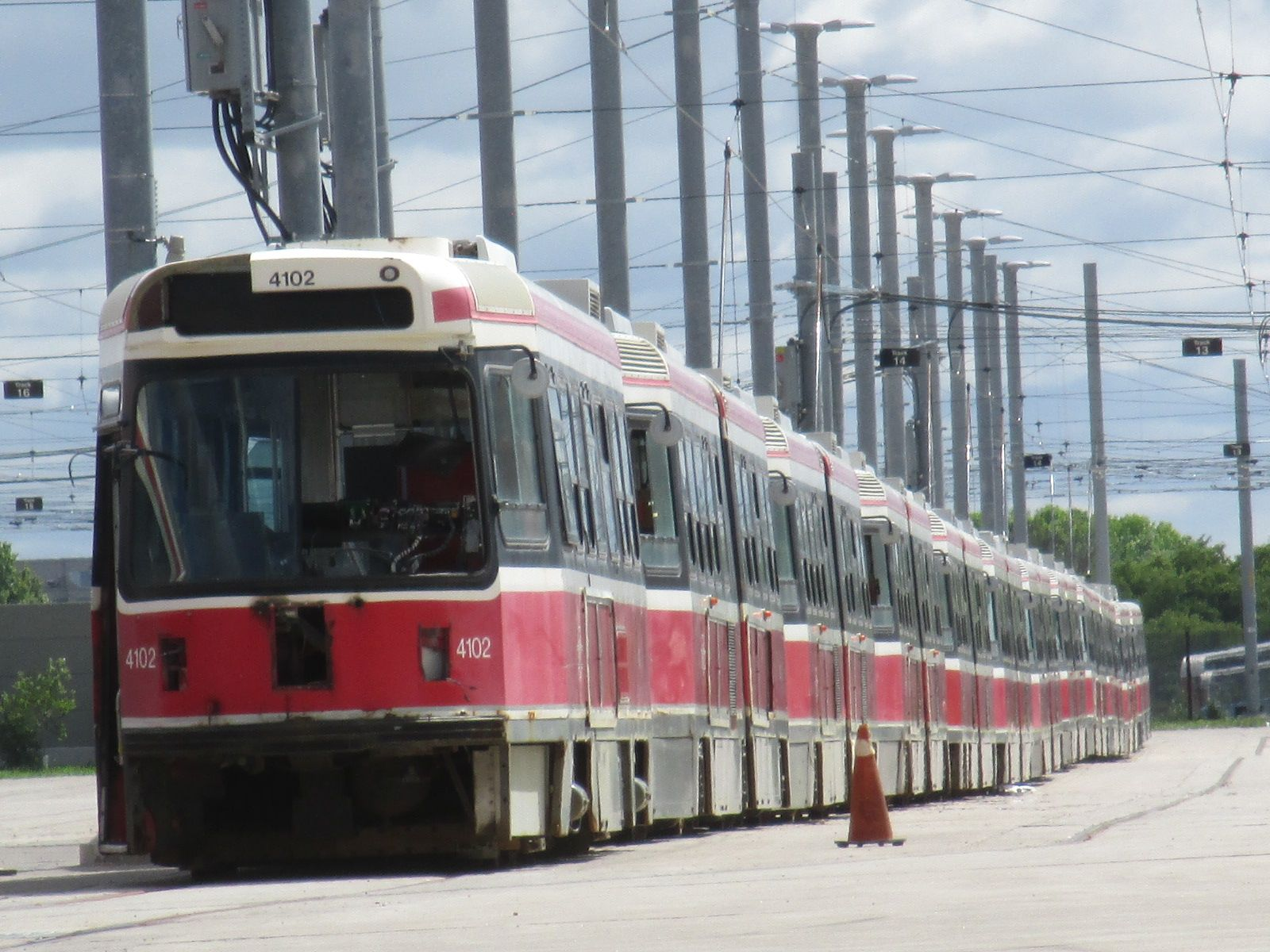
Řada vyřazených a rozebraných CLRV a ALRV ve vozovně Leslie Barns

V prosinci 1977 byla do Toronta dodána první tramvaj CLRV č. 4002, načež byla do roku 1978 podrobena rozsáhlým zkouškám. Po různých úpravách zahájila v říjnu 1979 provoz na lince 507 Long Branch (součást dnešní linky 501 Queen). Roku 1980 byly tramvaje ev. č. 4027, 4029 a 4031 pronajaty bostonskému podniku Massachusetts Bay Transport Authority (MBTA), který je testoval ve zkušebním provozu na tzv. „Green Line“. Během této doby byly provozovány ve dvou- či třívozové soupravě. Počáteční problémy byly způsobeny zejména poruchovými podvozky s koly Bochum. Ta byla vyměněna za kola SAB, která byla podobná kolům u vozidel PCC.
V roce 2006 začal uvažovat dopravní podnik TTC o prodloužení životnosti až 100 vozů typu CLRV formou rekonstrukce spojené s modernizací a dosazením klimatizace salónu cestujících. Jako prototyp byl vybrán vůz ev. č. 4041, který se nakonec ve výsledku jako jediný této modernizaci podrobil. Po tomto voze shledala TTC další rekonstrukce jako neperspektivní, takže projekt byl zrušen. Na voze č. 4041 se jedinou viditelnou změnou stala klimatizační jednotka umístěná na střeše vozu před základnou sběrače. Po roce 2006 byly vozy CLRV postupně vybaveny kamerovým systémem. S přijetím zákona Accessibility for Ontarians with Disabilities Act (AODA), který nařídil, aby veškerá veřejná doprava byla do roku 2025 plně přístupná pro hendikepované, bylo nutné je postupně vyřadit. Již v roce 2008 instaloval TTC do všech pozemních vozidel, včetně CLRV a ALRV, automatické hlásiče zastávek s LED transparenty, čímž plnil požadavky AODA. Od prosince 2015 byly umožněny v těchto vozech platby kartou.
Prvním vyřazeným vozem CLRV se stala tramvaj ev. č. 4063, která v roce 2006 měla být prvním prototypem rekonstrukce v rámci programu generálních oprav. Program byl zrušen krátce po částečném odstrojení vozu v dílnách, a tak se vůz nakonec stal zdrojem náhradních dílů. Druhým vyřazeným vozem CLRV byla tramvaj ev. č. 4062 po nehodě s autobusem v prosinci 2014. Pravidelné vyřazování vozů CLRV začalo v roce 2015 a souviselo s dodávkami nových článkových nízkopodlažních vozidel Flexity Low Outlook. V červnu 2015 byl zahájen program na opravu a prodloužení životnosti 30 vozů CLRV a 30 článkových ALRV, neboť došlo ke zpoždění dodávek tramvají Flexity.
V září 2019 přemalovala skupina místních umělců CLRV č. 4178 do pestrých barev. Stalo se tak v rámci projektu „A Streetcar Named Toronto“ (angl. Tramvaj, která dala jméno Torontu), což byl veřejný umělecký projekt, který této ikonické torontské tramvaji vzdal hold. Předělán byl i interiér, na podlaze byly namalovány listy v červené a bílé barvě, strop byl přemalován květinovým vzorem, úpravou prošla také barva potahů některých sedadel a byly zde dosazeny fotografie.
Posledním dnem provozu tramvají CLRV se stal 29. prosinec 2019. TTC tehdy zorganizovala bezplatné jízdy vozy CLRV po ulici Queen Street. V 15 hodiny se pak tři vozy CLRV na závěrečnou pamětní jízdu s pozvanými hosty ze smyčky Wolseley Loop do vozovny Russell Carhouse.

## Historické vozy
| Původní provoz | Evidenční číslo | Současný majitel                          | Typ  | Rok výroby | Historický od roku | Poznámky | Zdroj |
| -------------- | --------------- | ----------------------------------------- | ---- | ---------- | ------------------ | -------- | ----- |
| Toronto        | 4001            | Toronto Transit Commission                | CLRV | 1977       | 2019               |          |       |
| Toronto        | 4003            | Halton County Radial Railway              | CLRV | 1977       | 2019               |          |       |
| Toronto        | 4010            | Halton County Radial Railway              | CLRV | ?          | 2019               |          |       |
| Toronto        | 4024            | American Industrial Mining Company Museum | CLRV | ?          | 2019               |          |       |
| Toronto        | 4034            | Illinois Railway Museum                   | CLRV | ?          | 2019               |          |       |
| Toronto        | 4039            | Halton County Radial Railway              | CLRV | ?          | 2019               |          |       |
| Toronto        | 4068            | Seashore Trolley Museum                   | CLRV | ?          | 2019               |          |       |
| Toronto        | 4081            | Toronto Transit Commission                | CLRV | ?          | 2019               |          |       |
| Toronto        | 4089            | Toronto Transit Commission                | CLRV | ?          | 2019               |          |       |
| Toronto        | 4170            | American Industrial Mining Company Museum | CLRV | ?          | 2019               |          |       |
| Toronto        | 4178            | Halton County Radial Railway              | CLRV | ?          | 2019               |          |       |